# Hermelin
Hermelin ili zerdav (lat. Mustela erminea) je mali sisavac iz roda lasica, porodice kuna.

## Rasprostranjenost
Hermelini se mogu naći na skoro svakom dijelu sjevernog umjerenog, podarktičkog i arktičkog pojasa Europe, Azije, Kanade i Sjedinjenih Američkih Država.
Većinu prostora gdje žive, hermelini dijele s malim lasicama. Tamo gdje nema malih lasica, hermelini su manji (oko 70 grama težine).

## Opis
Hermelini su dugi oko 30 cm, pri čemu su mužjaci obično dosta veći od ženki.
Hermelini su dugački i vitki, što je neobično s obzirom na to da žive u sjevernim područjima Zemlje. Svoj vitki oblik hermelini nadoknađuju kratkim nogama, malim ušima, brzim metabolizmom i, zimi, debelim krznom.
Krzno hermelina je smeđe boje, s izuzetkom trbuha koji je bijele boje i vrha repa koji je uvijek crn. U zimu, krzno je gušće i duže, a u područjima gdje snijeg dugo traje i bude dubine više od 3 cm, krzno hermelina postupno dobiva snježnobijelu boju. Ovakav snježnobijeli hermelin je u umjetnosti često predstavljao čistost i nevinost. U isto vrijeme, to krzno je kroz povijest bilo jako cijenjeno.
Hermelini su uglavnom noćne životinje, ali ponekad izlaze u lov i danju.
Hermelini su mesožderi. Jedu kukce, zečeve, glodavce kao što su miševi, štakori, i druge, zatim druge male sisavce, ptice, ptičja jaja i mladunce, ponekad ribu, guštere, vodozemce i beskralježnjake. Vrlo spretno se penje po stablima, i može sići sa stabla okrenut glavom nadolje, kao vjeverica.
Hermelini su u stanju ubiti i mnogo veće životinje od sebe. Kada se nađe u situaciji da ima više plijena nego što može pojesti, hermelin često ubija i preko mjere da bi hranu ostavio za kasnije. Kada se to dogodi, hermelin obično polomi vrat žrtvi, bez ranjavanja tijela. Kao i druge kune, i oni najčešće ubijaju plijen zadajući ugrize u središte lubanje da bi trenutno zaustavili glavne moždane funkcije poput disanja. Ponekad najprije zadaju ugrize po drugim dijelovima tijela. U predjelima gdje dijele isti teritorij s malim lasicama, hermelini obično hvataju veći, a lasice manji plijen. Mužjaci se hrane većim plijenom nego ženke.
Predstavljaju izvor hrane za vukove, lisice, mačke i jazavce.